# Juan Vicente Herrera Campo
Juan Vicente Herrera Campo (Burgos, Espanya, 23 de gener de 1956), és un polític espanyol, president de la Junta de Castella i Lleó i procurador a les Corts de Castella i Lleó del Grup Parlamentari del Partit Popular per la província de Burgos des de la IV legislatura.
Va cursar els estudis de Llicenciat en Dret a la Universitat de Navarra i actualment és col·legiat dels col·legis professionals d'advocats de Burgos i Madrid. Ha estat Secretari General de la Conselleria d'Economia i Hisenda de la Junta de Castella i Lleó des de l'any 1992 fins al final de la III Legislatura i portaveu del Grup Parlamentari Popular a les Corts de Castella i Lleó des de l'any 1995 fins a febrer de 2001. Quan el llavors president de la Junta, Juan José Lucas, va ser nomenat ministre de Presidència Juan Vicente Herrera va ser escollit màxim responsable del Govern regional. Va ser president provincial del Partit Popular a Burgos des de 1993 fins a 2001 i president del Partit Popular de Castella i Lleó des d'octubre de 2002, càrrec per al qual va ser reelegit en el IX Congrés Regional. En 2003 va guanyar per majoria absoluta les eleccions autonòmiques, encapçalant la llista de la província de Burgos. Ja, més tard, en l'any 2007, va revalidar la majoria absoluta amb els mateixos escons que va tenir en 2003.
És un gran amant del Camí de Santiago, sol aprofitar les seves vacances per a recórrer alguna de les seves etapes. Entre les seves aficions taurines destaca la seva passió pel torero Antoñete.